# 8961 Schoenobaenus
A 8961 Schoenobaenus (ideiglenes jelöléssel 2702 P-L) egy kisbolygó a Naprendszerben. Cornelis Johannes van Houten, Ingrid van Houten-Groeneveld és Tom Gehrels fedezte fel 1960. szeptember 24-én.